# Leni Stern
Leni Stern, född 28 april 1952 i München, är en tysk jazzpianist, gitarrist och sångerska.
Stern intresserade sig för musik redan i tidig ålder. Hon började med pianostudier vid sex års ålder och började med gitarr när hon var elva. Hon startade även sitt eget skådespelarsällskap vid sjutton års ålder. Stern attraherade medians uppmärksamhet och framförde sina radikala produktioner inför utsålda europeiska folkmassor.
1977 valde Stern musiken framför sitt skådespeleri och lämnade Tyskland för Amerika för att börja på Berklee College of Music i Boston, där hon studerade filmmusik. 1981 gav hon upp filmmusiken istället för gitarren och flyttade till New York, för att spela i olika rock och jazzband. 1983 skapade hon sitt eget band med Paul Motian på trummor och Bill Frisell på gitarr.
Hon är gift med gitarristen Mike Stern.

## Diskografi
- 1985 - Clairvoyant
- 1987 - The Next Day
- 1989 - Secrets
- 1990 - Closer to the Light
- 1992 - Ten Songs
- 1993 - Like One
- 1995 - Words
- 1996 - Separate Cages — med Wayne Krantz
- 1997 - Black Guitar
- 1998 - Recollection
- 2000 - Kindness of Strangers
- 2002 - Finally the Rain Has Come
- 2003 - Ice Cold Water (EP)
- 2004 - When Evening Falls
- 2005 - 10,000 Butterflies (EP)
- 2006 - Love Comes Quietly
- 2007 - Alu Maye (Have You Heard) (EP)